# سفارة الجزائر في إيطاليا
سفارة الجزائر في روما هي بعثة دبلوماسية جزائرية لدى ايطاليا تقع في العاصمة روما وهي تهدف لتعزيز المصالح الجزائرية في ايطاليا.

## القنصلية العامة الجزائرية بميلانو
القنصلية العامة الجزائرية بميلانو فرع تابع سفارة الجزائر في إيطاليا بمدينة ميلانو.

## قائمة السفراء الجزائريين في إيطاليا
| السفير     | تاريخ التعيين | تاريخ انتهاء المهام | ملاحظات |
| ---------- | ------------- | ------------------- | ------- |
| أحمد بوطاش | 22 أغسطس 2019 | إلى الآن            |         |
|            |               | 22 أغسطس 2019       |         |
|            |               |                     |         |
| رشيد معريف | 20 جوان 2013  |                     |         |
|            |               |                     |         |